# نمره استخوان ترابکولار
نمره ترابکولار استخوان (Trabecular Bone Score یا TBS) معیاری برای بافت استخوان است و مرتبط با ریزمعماری بافتی آن است و به عنوان یک نشانگر خطر ابتلا به پوکی استخوان استفاده می‌شود. این شاخص در سال ۲۰۰۸، در کنار اندازه‌گیری تراکم استخوان برای پیش‌بینی بهتر خطر شکستگی در افراد با مشکلات متابولیک استخوان معرفی شد.

## نیاز به نشانگر ریز معماری برای استخوان

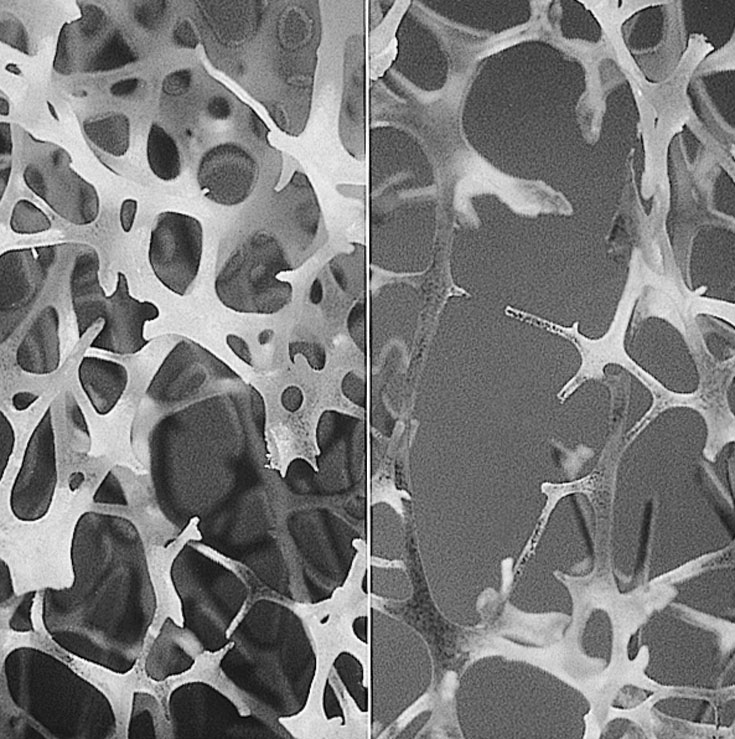
ریزمعماری بافت استخوان در استخوان سالم و پوکی استخوان

برای تشخیص پوکی استخوان، با وجود شاخص تراکم مواد معدنی استخوان (BMD)، نشانگرهای بیولوژیکی و عوامل بالینی خطر شکستگی، بسیاری از بیماران تشخیص داده نشده در معرض خطر هستند و بسیاری از شکستگی‌ها توضیح داده نمی‌شوند. تراکم مواد معدنی استخوان شاخصی برای ارزیابی کمی استخوان است و اطلاعات لازم در مورد کیفیت استخوان را ارئه نمی‌کند. علاوه بر آن، عوامل خطر بالینی برای شکستگی در بهترین حالت ارزیابی غیر مستقیم کیفیت استخوان است. یکی از راه‌های توصیف کیفیت استخوان ارزیابی ریز معماری آن است. ریز معماری استخوان به مقاومت مکانیکی استخوان و از این رو خطر شکستگی آن بیشتر یا کمتر مربوط می‌شود. در حقیقت، برای همان مقدار استخوان، ساختارهای مختلف مقاوم در برابر مکانیکی استخوان ممکن است وجود داشته باشد (تعداد کمی ترابکول بزرگ یا تعداد زیادی ترابکول نازک که از نظر مکانیکی قوی تر باشند). در واقع، از دست دادن استخوان اغلب با زوال ساختار استخوان همراه است، که منجر به کاهش تعداد ترابکولا، افزایش فاصله بین ترابکولار و از بین رفتن اتصال شبکه مشبک می‌شود. علاوه بر این، کاهش ضخامت استخوان قشری و افزایش تخلخل باعث از بین رفتن استخوان ترابکولار می‌شود. این امر باعث شکنندگی گردن استخوان ران می‌شود.

## استفاده بالینی
از دیدگاه بالینی، TBS کاربردهای زیر را دارد:
- ارزیابی خطر شکستگی؛[۲]
- در ترکیب با BMD، تشخیص بیماران در معرض خطر (به درستی) را افزایش می‌دهد؛[۳][۴]
- بهبود مدیریت بیماران مبتلا به پوکی استخوان ثانویه؛[۵]
- پیگیری سیر تکامل زیرمعماری یک بیمار در طول زمان؛[۶]
- نظارت بر اثر ضد تحریک یا آنابولیک.